# Cá mú sáu sọc
Cá mú sáu sọc hay cá song sáu sọc, danh pháp khoa học là Epinephelus sexfasciatus, là một loài cá biển thuộc chi Epinephelus trong họ Cá mú. Loài này được mô tả lần đầu tiên vào năm 1828.

## Phân bố và môi trường sống
E. sexfasciatus có phạm vi phân bố ở Đông Ấn Độ Dương và Tây Thái Bình Dương. Loài cá này được tìm thấy ở vùng biển các nước Đông Nam Á; phạm vi phía đông trải rộng đến quần đảo Solomon và vế phía nam đến biển Arafura và vùng biển phía bắc Úc. E. sexfasciatus sống ở độ sâu nằm trong khoảng 10 – 80 m, tập trung ở vùng đáy bùn hoặc cát mềm.

## Mô tả
Chiều dài cơ thể tối đa được ghi nhận ở E. sexfasciatus là 40 cm. Đầu và thân có màu nâu xám nhạt với 5 dải sọc màu nâu sẫm trên cơ thể và 1 trên gáy. Các đốm trắng có thể rải rác trên thân, và một số đốm nhỏ màu nâu nhạt thường xuất hiện ở rìa của các dải sọc. Vây lưng, vây đuôi và vây bụng màu xám sẫm; vây ngực màu xám hoặc đỏ cam. Hàm và phần dưới của đầu đôi khi có màu nâu đỏ nhạt.
Thức ăn của E. sexfasciatus là các loài cá nhỏ và động vật giáp xác.